# Национална фашистка партия
Националната фашистка партия (НФП) (на италиански: Partito Nazionale Fascista, PNF) е крайнодясна политическа партия в Кралство Италия. Управлява Италия от 1922 г., когато фашистите взимат властта с Похода към Рим, до 1943 г., когато Мусолини е свален от Големия фашистки съвет.
Предшестваща ПНФ е първата партия, основана от Мусолини, известна като Фашистка революционна партия (Partito Fascista Rivoluzionario, PFR), основана през 1915 г. според Мусолини. След лошите резултати от изборите през ноември 1919 г. ПФР в крайна сметка се преименува на Национална фашистка партия по време на Третия фашистки конгрес в Рим на 7 – 10 ноември 1921 г.
Националната фашистка партия се корени в италианския национализъм и желанието да възстанови и разшири италианските територии, които италианските фашисти считат за необходими за нацията да утвърди превъзходството и силата си и да не се поддава на разпад. Италиански фашисти твърдят, че съвременна Италия е наследник на Древен Рим и неговото наследство и исторически подкрепя създаването на Италианска империя, за да осигури „жизнено пространство“ (на итал. spazio vitale) за колонизация от италиански заселници и да установи контрол над Средиземно море.
Фашистите насърчават корпоративната икономическа система, при която синдикатите на работодателите и служителите са свързани помежду си в сдружения, за да представляват заедно икономическото производство на страната и да работят успоредно с държавата, за да определят националната икономическа политика. Тази икономическа система има за цел да разреши класовия конфликт чрез сътрудничество между класите.
Италианският фашизъм се противопоставя на марксисткия социализъм поради типичната си опозиция срещу национализма, но също така се противопоставя на реакционния консерватизъм, разработен от Жозеф дьо Местр. Той вярва, че успехът на италианския национализъм изисква уважение към традицията и ясното чувство за общо минало между италианския народ, заедно с ангажимента към модернизирана Италия.
Националната фашистка партия заедно с нейния наследник, Републиканската фашистка партия, са единствените партии, чието възстановяване е забранено от Конституцията на Италия: „Забранено е да се реорганизира под каквато и да е форма разпуснатата фашистка партия“.

## История

### Предпоставки
След Първата световна война (1914 – 1918), въпреки че Кралство Италия е пълноправен партньор на Антантата срещу Централните сили, италианският национализъм твърди, че Италия е измамена в Сенжерменския договор (1919 г.), като по този начин съюзниците възпрепятстват развитието на Италия, за да стане „Велика сила“. Оттогава ПНФ успешно използва онова, което се възприема като близко до италианския национализъм, като представя фашизма като най-подходящ за управлението на страната, като твърди, че демокрацията, социализмът и либерализмът са неуспешни системи.
През 1919 г. на Парижката мирна конференция съюзниците принуждават Кралство Италия да предаде на Кралство Югославия хърватското пристанище Фиуме (Риека) – предимно италиански град с малко националистическо значение.
През септември 1919 г. националистическият отговор на възмутения герой от войната Габриеле Д'Анунцио обявява създаването на италианската регентска област Карнаро. За своята независима италианска държава той се самоназначава като регент Дуче-то (лидер) и обнародва Carta del Carnaro (Харта на Карнаро, 8 септември 1920 г.) – политически конституционен амалгамат на десни и леви анархисти, протофашисти и демократична републиканска политика, която много повлиява на политико-философското развитие на ранния италиански фашизъм. Следвайки Договора от Рапало (1920 г.), италианската армия отхвърля неговото регентство на Коледа 1920 г. В развитието на фашисткия модел на управление Д'Ануцио е националист, а не фашист, чието наследство политическата практика е стилистична (церемония, униформа, хармония и пеене), а не по същество, което италианският фашизъм умело се развива като правителствен модел.
Основана в Рим по време на Третия фашистки конгрес, провел се между 7 – 10 ноември 1921 г., Националната фашистка партия отбелязва превръщането на паравоенната Fasci Italiani di Combattimento в по-съгласувана политическа група.
Фашистката партия спомага за насочването и популяризирането на подкрепата за идеологията на Мусолини. В ранните години, групи в рамките на ПНФ наречени Черни ризи (squadristi), изграждат основа на власт чрез насилие срещу социалисти и техните институции, като по този начин получават подкрепата на собствениците на земя. В сравнение с предшественика си, ПНФ изоставя републиканския режим, за да се насочи решително към дясната страна на политическия спектър.

### Поход към Рим
На 22 октомври 1922 г. Мусолини се опитва да извърши държавен преврат, наречен от фашистката пропаганда „Поход към Рим“, в който взимат участие почти 30 000 фашисти. Квадрумвирите, водещи фашистката партия, генерал Емилио Де Боно, Итало Балбо, Микеле Бианки и Чезаре Мария де Веки, организират марш. Генералите Густаво Фара и Санте Сечерини помагат за подготовката на марша на 18 октомври. Другите организатори на марша са маркиз Дино Пероне Компани и Улисе Ильори.
На 24 октомври 1922 г. Мусолини обявява пред 60 000 души на Фашисткия конгрес в Неапол: „Нашата програма е проста: искаме да управляваме Италия“. Междувременно черните ризи, които са окупирали равнината на Пон, заемат всички стратегически точки на страната. На 26 октомври бившият премиер Антонио Саландра предупреждава настоящия министър-председател Луиджи Факта, че Мусолини настоява за оставката му, и че се готви да тръгне към Рим. Той обаче не вярва на Саландра и си мисли, че Мусолини ще управлява тихо от своя страна. За да посрещне заплахата, породена от групите фашистки войници, които сега се събират извън Рим, Факта (който подава оставка, но продължава да държи властта) нарежда Рим да бъде обсаден. Имайки предишни разговори с краля за репресиите срещу фашисткото насилие, той е сигурен, че кралят ще се съгласи. Крал Виктор Емануил III обаче отказва да подпише военна заповед. На 28 октомври кралят предава властта на Мусолини, който е подкрепен от военните, бизнес класата, дясната част от населението.
Самият поход се състои от по-малко от 30 000 души, но кралят отчасти се страхува от гражданска война, тъй като войниците вече са поели контрола над равнината на По, и повечето от страната, докато фашизмът вече не се смяташе за заплаха. Мусолини е помолен да състави кабинета си на 29 октомври 1922 г., докато в Рим идват около 25 000 черни ризи. Така Мусолини достига законно до властта в съответствие с Албертиновия устав. Походът към Рим не е идването на власт, което фашизмът по-късно чества, а по-скоро натиск за предаването на властта в рамките на конституцията. Този поход става възможен чрез предаването на публичните власти в лицето на фашистката заплаха. Много бизнес и финансови лидери вярват, че ще бъде възможно да манипулират Мусолини, чиито ранни речи и политики подчертават свободния пазар и икономиката на лесе-фер. Това се оказва прекалено оптимистично, тъй като корпоратисткият възглед на Мусолини подчертава общата държавна власт над бизнеса, както и над отделните индивиди чрез контролираните от фашисткия орган на управляващата индустрия („корпорации“) – модел, при който предприятията запазват отговорностите на собствеността, както и всяка от свободите.
Макар че превратът не успява да даде правомощия директно на фашистката партия, той все пак води до паралелно споразумение между Мусолини и крал Виктор Емануил III, което прави Мусолини ръководител на италианското правителство. На 15 декември е основан Голям съвет на фашизма и той става върховният орган на ПНФ.

### Фашистко правителство
След драстично изменение на избирателното законодателство фашистката партия печели изключително спорните избори през април 1924 г. В началото на 1925 г. Мусолини отхвърля всички претенции за демокрация и създава обща диктатура. От този момент нататък ПНФ всъщност е единствената законно разрешена партия в страната. Този статут е формализиран от закон, приет през 1928 г., а Италия остава еднопартийна държава до края на фашисткия режим през 1943 г. Новите закони са силно критикувани от лидера на Социалистическата партия Джакомо Матеоти по време на речта му в парламента и няколко дни по-късно Матеоти е отвлечен и убит от фашистки черни ризи.
След като налага еднолична власт, фашисткият режим започва да налага фашистката идеология и нейната символика в цялата страна. Партийното членство в ПНФ става необходимо за търсене на работа или за получаване на държавна помощ. Фашистите украсяват обществени сгради, в изкуството са изложени фашистки мотиви и символи, а култът към личността е създаден около Мусолини като спасител на нацията – „Il Duce“, „Дуче“. Италианският парламент е заменен от Камарата на фашистите и корпорациите, изпълнена само с членове на фашистката партия. ПНФ насърчава италианския империализъм в Африка и категорично насърчава расовата сегрегация и бялото превъзходство на италианските заселници в колониите.
На 27 май 1933 г. членството в партията е обявено за основно изискване за публична длъжност. На 9 март 1937 г. става задължително, ако някой иска достъп до някоя обществена служба, а от 3 юни 1938 г. тези, които не се присъединяват към партията, не могат да работят. През 1939 г. Еторе Мути заменя Стараче начело на партията, което свидетелства за нарастващото влияние на Галеацо Чано, министъра на външните работи и зет на Мусолини.
На 10 юни 1940 г. от балкона на Палацо Венеция Мусолини обявява влизането на Италия във Втората световна война на страната на Нацистка Германия.

### Падане на Мусолини
На 25 юли 1943 г., след искане на Дино Гранди поради провала във войната, Големият съвет на фашизма сваля от власт Бенито Мусолини, като иска от краля да възобнови пълната си власт в официалното отстраняването му като министър-председател, което кралят прави. Мусолини е вкаран в затвора, а фашистите бързо се сриват и партията е официално забранена от правителството на Пиетро Бадолио на 27 юли 1943 г.
След нацистката Операция „Дъб“ Мусолини е освободен от затвора през септември, а ПНФ е възобновена като Републиканска фашистка партия (Partito Fascista Repubblicano – PFR, на 13 септември), като единствена партия в марионетната Италианска социална република, наречена още Република Сало. Нейният секретар е Алесандро Паволини. Републиканската фашистка партия не отлага екзекуцията на Мусолини и изчезването от картата на тази република през април 1945 г.

## Наследство
Макар че Националната фашистка партия е забранена от следвоенната конституция на Италия, известен брой наследници неофашистки партии се появяват, за да продължат идеите на партията. Исторически най-голямата неофашистка партия е Италианското социално движение (Movimento Sociale Italiano, MSI), чийто най-добър резултат е 8,7% от гласовете, спечелени през 1972 г. МСИ е разпусната през 1995 г. и е заменена от Национален алианс – консервативна партия, която се дистанцира от фашизма (основателят ѝ, бившият външен министър Джанфранко Фини, заявява по време на официално посещение в Израел, че фашизмът е „абсолютно зло“). Националният алианс и редица неофашистки партии са обединени през 2009 г., за да създадат кратко просъществувалата партия Народът на свободата, ръководена от тогавашния министър-председател Силвио Берлускони, която в крайна сметка се разпада след поражението на парламентарните избори през 2013 г. След това много бивши членове на МСИ и НА се присъединяват към партията „Братя италианци“, водена от Джорджа Мелони.

## Изборни резултати
| Година  | No. от общите гласове | % от общия вот | No. от общите места | +/− | Лидер           |
| ------- | --------------------- | -------------- | ------------------- | --- | --------------- |
| 1924 г. | 4 653 488 (#1)        | 64,9           | 375 / 535           | —   | Бенито Мусолини |
| 1929 г. | 8 517 838 (#1)        | 98,4           | 400 / 400           | 25  | Бенито Мусолини |
| 1934 г. | 10 043 875 (#1)       | 99,8           | 400 / 400           | —   | Бенито Мусолини |

## Символи
- Лого на Националната фашистка партия
- Орел, стискащ с нокти сноп пръчки – общ символ на италианския фашизъм, редовно използван върху униформи и шапки
- Знаме на Националната фашистка партия